# Priekule
Priekule (deutsch: Preekuln) ist eine Stadt im Bezirk Dienvidkurzeme im Südwesten Lettlands. Im Jahr 2022 zählte Priekule 1.807 Einwohner. Durch den Ort fließt die Virga.
Von 2009 bis 2021 bestand eine Verwaltungsgemeinschaft mit fünf umliegenden Gemeinden, der Bezirk Priekule. Seit 2021 gehören alle Gemeinden zum Bezirk Dienvidkurzeme.

## Geschichte
Priekule wurde 1483 erstmals urkundlich erwähnt, als Baron Korff hier Land erwarb. 1834 ging das Rittergut Preekuln von der Familie Korff an die Familien Brucken und Schönberg über. 1865 kam es zu Bauernunruhen.
Nachdem 1871 ein Anschluss von der Ostsee in Libau an die Petersburg-Warschauer Eisenbahn gebaut wurde, wuchs die Ansiedlung beträchtlich. Die Stadtrechte wurden 1928 gewährt. Die Stadt wurde 1945 in den Kurlandschlachten des Zweiten Weltkriegs völlig zerstört. 

## Sehenswürdigkeiten
Bedeutendstes Bauwerk des Ortes ist das unter Denkmalschutz stehende Eingangstor zum ehemaligen Gutshaus, das sogenannte Schwedentor aus der ersten Hälfte des 17. Jahrhunderts. In den Nischen beidseitig der Tordurchfahrt standen einst bunt gefärbte, mehr als 2 m hohe Steinskulpturen – Wachtposten mit bedrohlichem Aussehen, die 1945 zerstört worden sind. An ihrem Platz stehen heute Holzskulpturen von Normunds Steinbergs. Das im Zweiten Weltkrieg zerstörte Tor wurde 1954 wieder aufgebaut und zwischen 2002 und 2004 noch einmal restauriert. Das Gutshaus aus dem 18. Jahrhundert wurde in der 2. Hälfte des 19. Jahrhunderts durch den Architekten Paul Max Berchi für die Familie von Korff erweitert; es dient heute als Schule. Der Burgaussichtsturm wurde Ende des 19. Jahrhunderts erbaut. Im Zweiten Weltkrieg stark beschädigt, wurde er Ende der 1990er Jahre restauriert. Seitdem weht dort die lettische Nationalflagge.
Die evangelisch-lutherische Kirche in Priekule wurde 1680 erbaut. Laut der Legende des „Ikarus von Priekule“ versuchte der Schmied von Priekule, der Schwede Johansson, mit selbst angefertigten Flügeln vom Kirchturm zu fliegen – der erste Flugversuch in Lettland. Damals wurde dieser Flug als Gotteslästerung angesehen und der mutige „Ikarus“ endete 1670 als Ketzer in der benachbarten Ortschaft Grobina auf dem Scheiterhaufen.
Die Baptistenkirche von Priekule wurde 1948 erbaut und ist die einzige neuerbaute Kirche in Lettland während der Sowjetzeit.
Im Bahnhof Priekule kreuzte sich die Bahnstrecke von Liepāja nach Vaiņode (1871 in Betrieb genommen) mit der während der deutschen Besatzungszeit im Ersten Weltkrieg 1915 erbaute Bahnstrecke von Priekule nach Kalēti (Kalleten). Beide Strecken wurden 1998 stillgelegt.
Auf dem 8 Hektar großen Brüderfriedhof von Priekule sind mehr als 23.000 sowjetische Soldaten begraben, die im Zweiten Weltkrieg ums Leben gekommen sind. Der Friedhof wurde durch den Architekten Arturs Zoldners und den Dendrologen Aivars Lasis neu gestaltet. Die Gedenkstätte mit einer 12 Meter hohen Mutter-Heimat-Statue wurde von 1974 bis 1984 realisiert

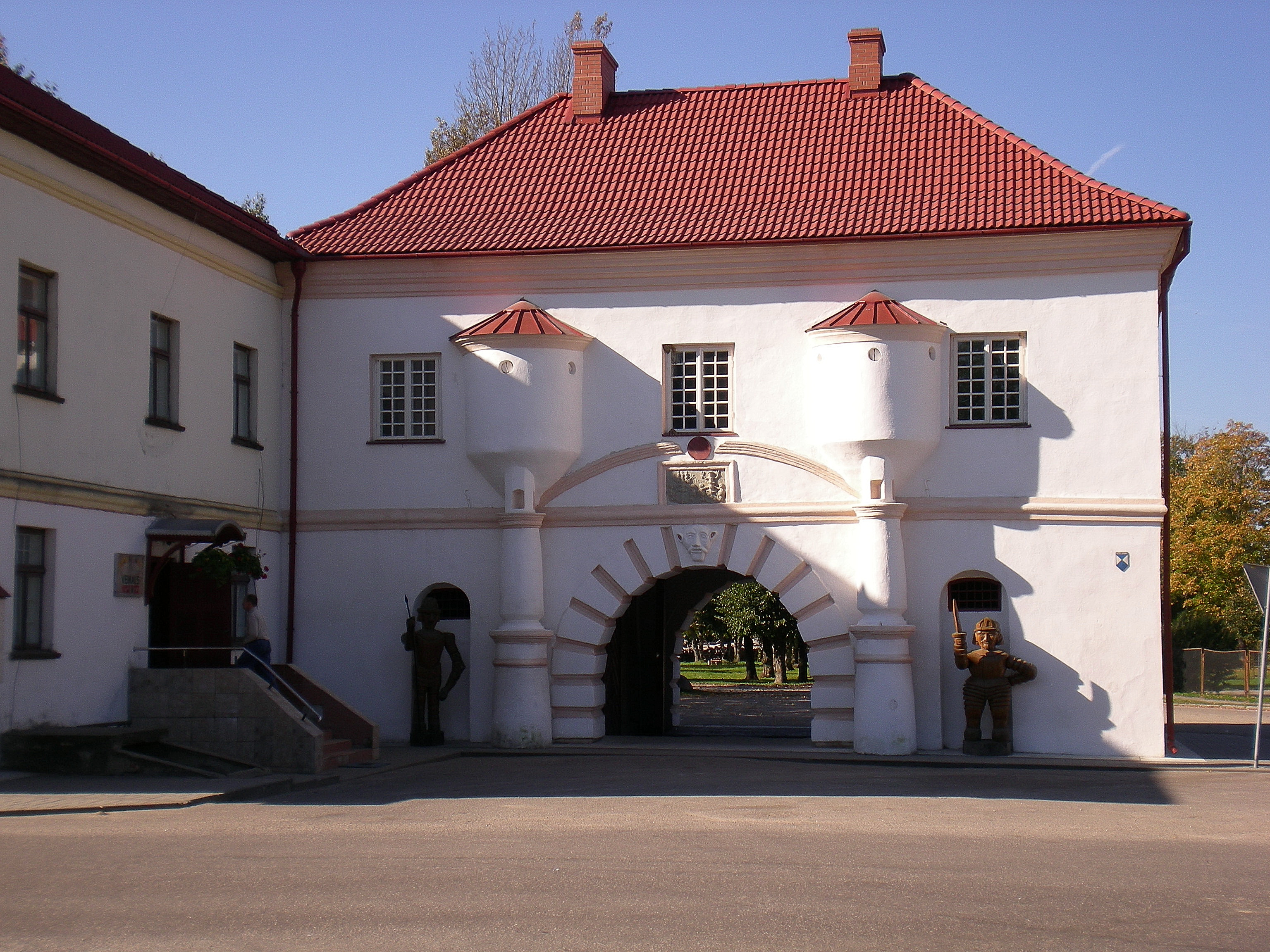
Schwedentor
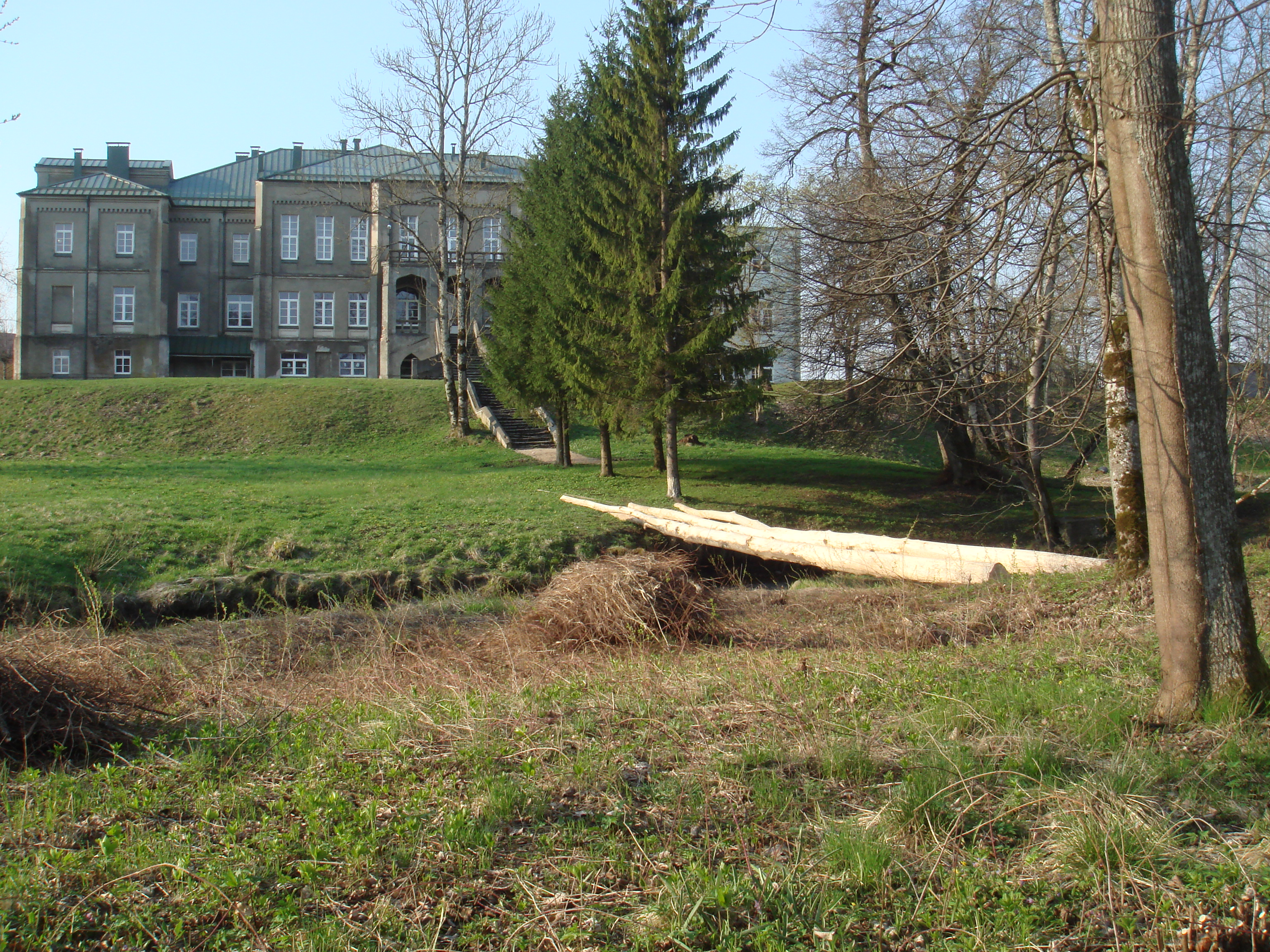
Herrenhaus
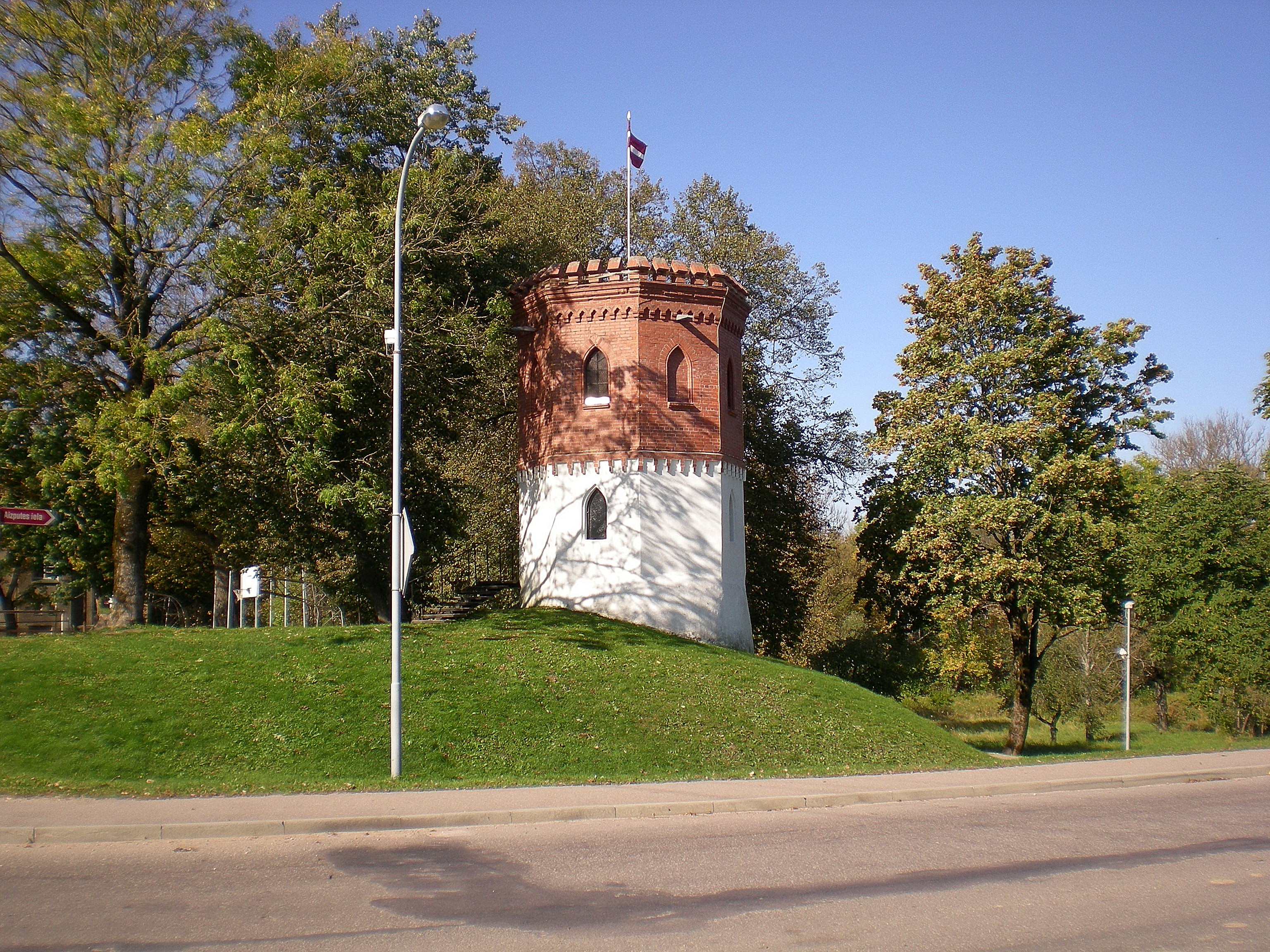
Burgturm
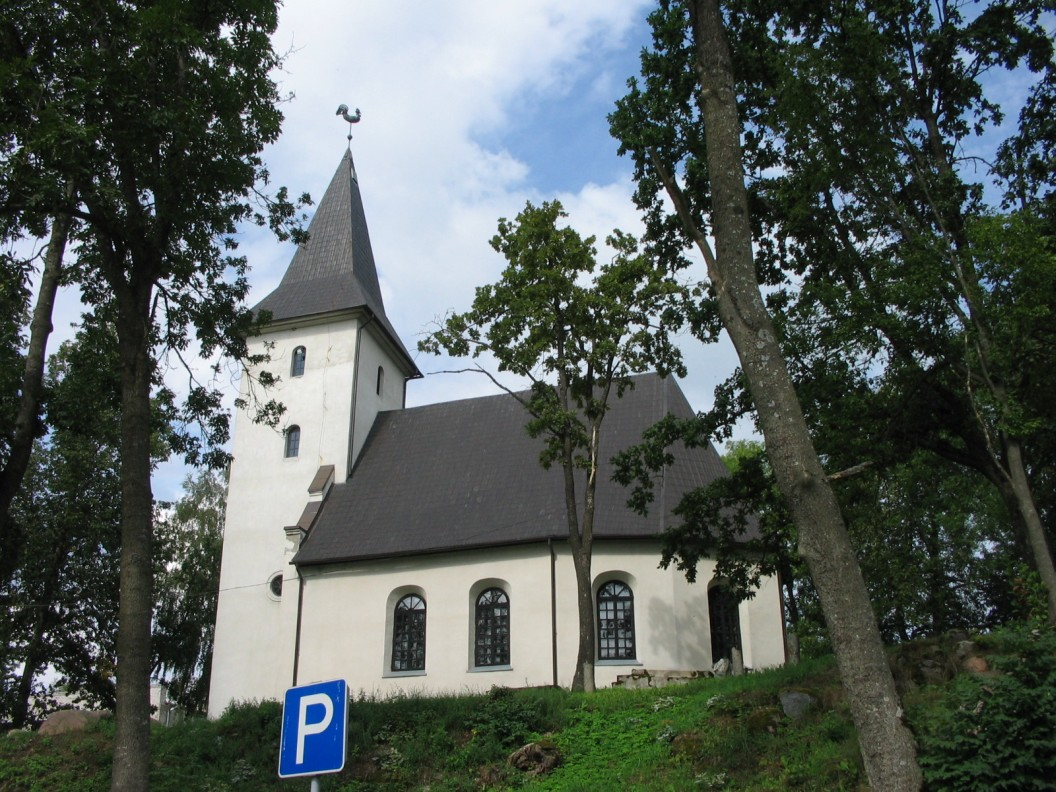
Lutherische Kirche
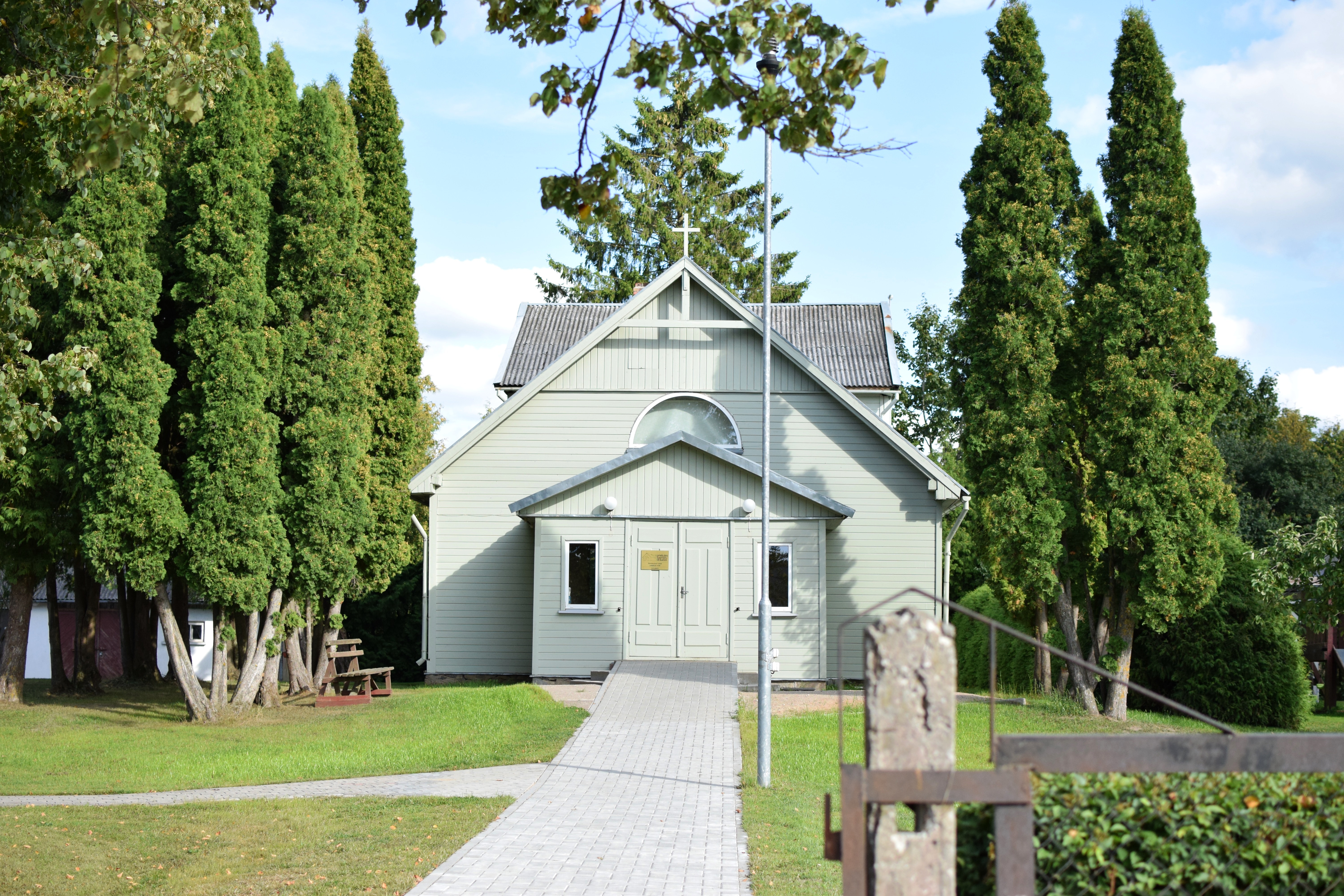
Baptistenkirche
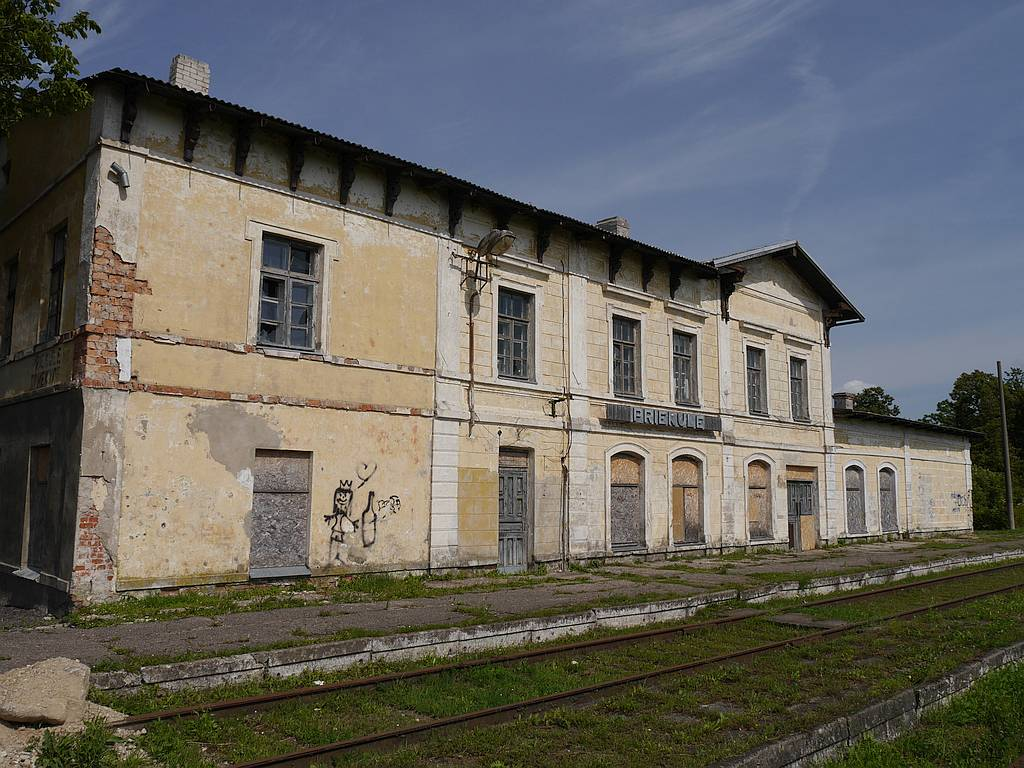
Ehemaliger Bahnhof
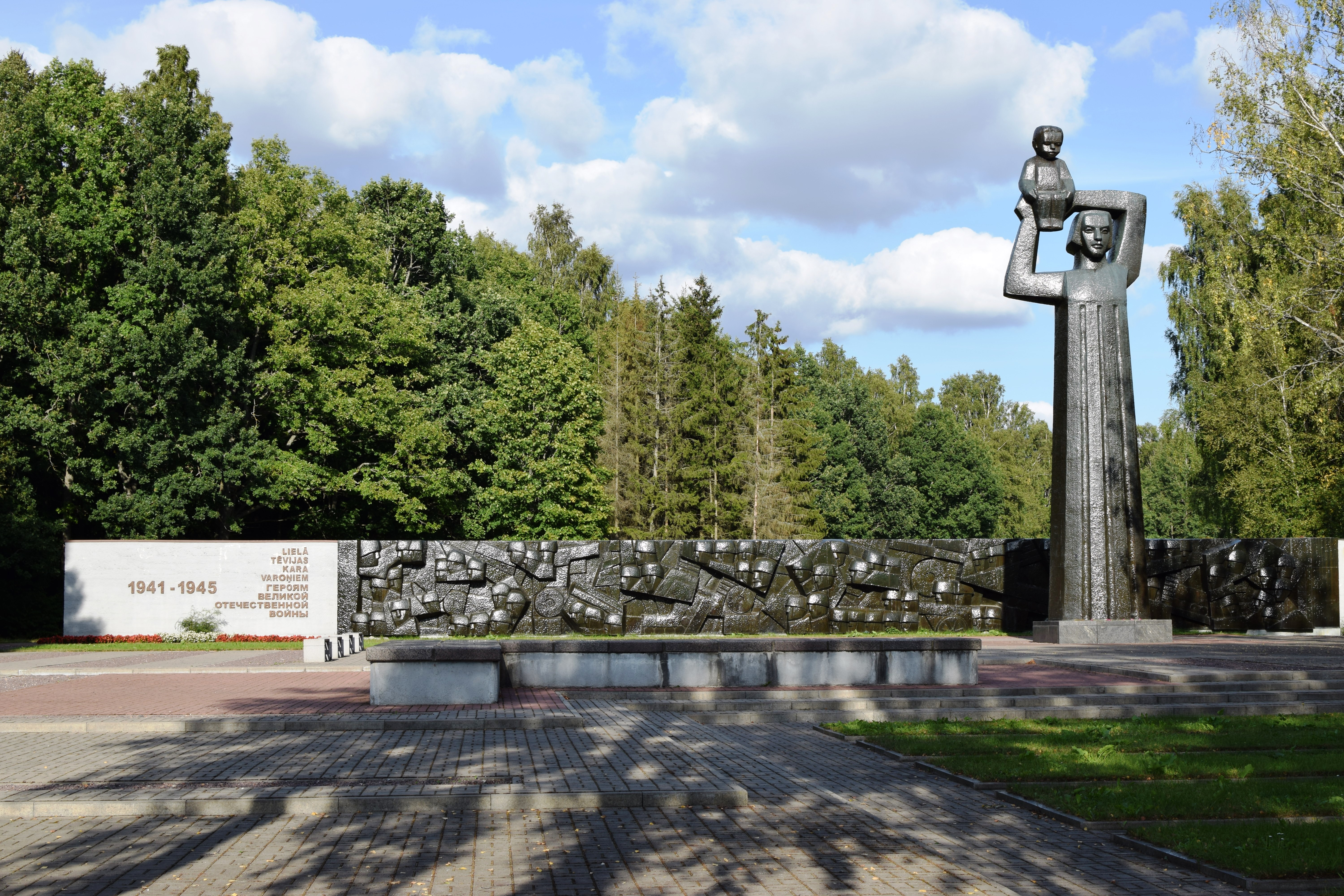
Brüderfriedhof
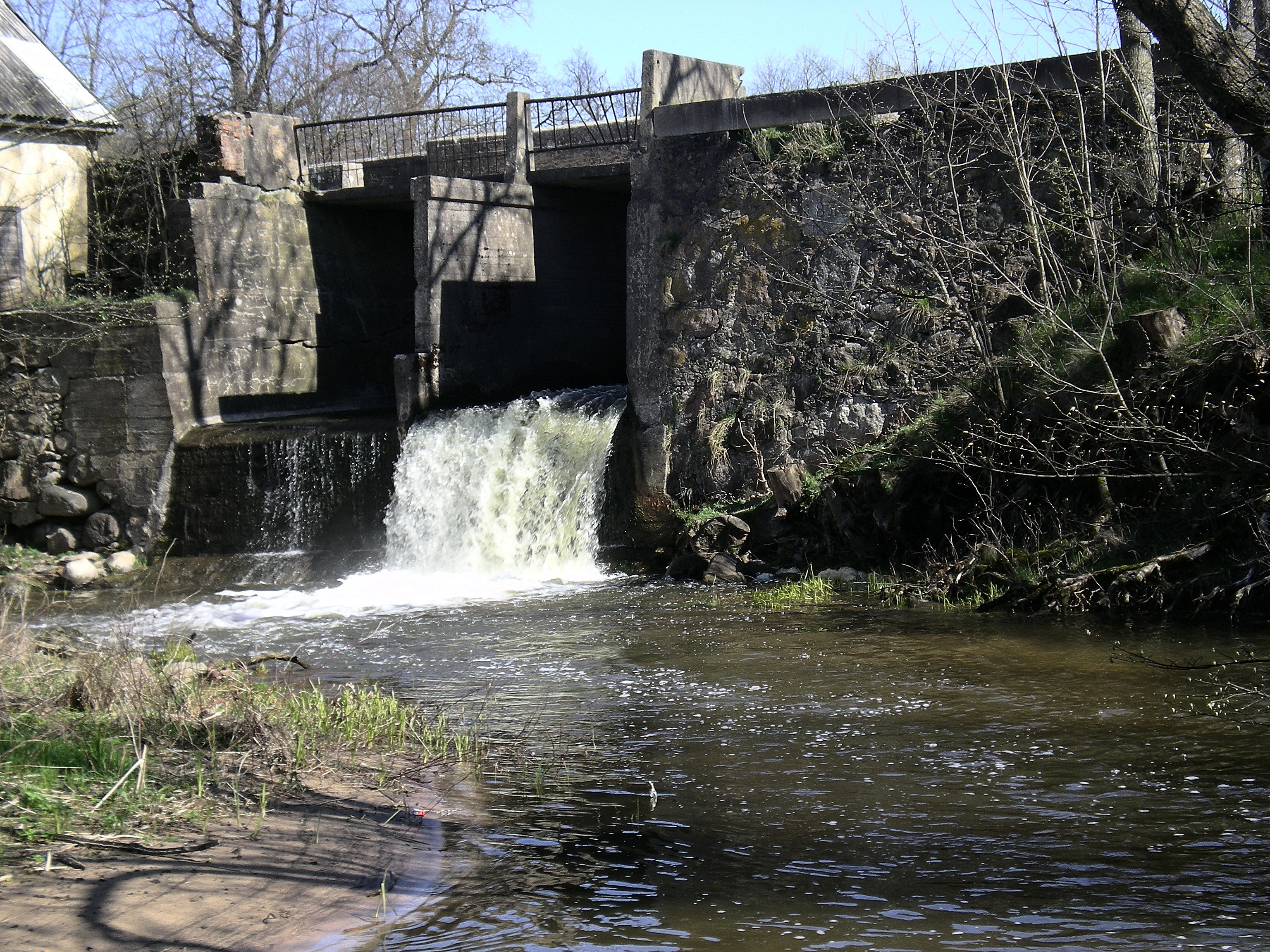
Virga beim Mühlenteich von Priekule

## Persönlichkeiten
- Ēriks Ešenvalds (* 1977), Komponist
- Madars Razma (* 1988), Dartspieler